# Johann Abraham Richter
Johann Abraham Richter (* in Hohnstein; † 25. März 1737 ebenda) war ein deutscher königlich-polnischer und kurfürstlich-sächsischer Beamter. Er war zuletzt Amtmann der beiden kombinierten kursächsischen Ämter Hohnstein und Lohmen in der Sächsischen Schweiz.

## Leben
Er war der Sohn von Christian Richter, Oberältester der Schuhmacher und Gerichtsverwandter in der Stadt Hohnstein in der Sächsischen Schweiz.
Nach der Schulausbildung schlug Johann Abraham Richter eine Verwaltungslaufbahn im Dienst des Kurfürsten August des Starken und seines Nachfolgers, die damals in Personalunion auch Könige von Polen waren. Richter verwaltete zunächst die Dienstregistratur (Aktuariat) im Amt Hohnstein. Er war mindestens ab 1732 als Amtsverweser in seiner Heimatstadt Hohnstein eingesetzt, wo er den bisherigen Amtmann Johann George Kästner aktiv unterstützte.
Nach dem Ausscheiden Kästners erfolgte Richters Beförderung zum Amtmann. Zum Amt Hohnstein gehörte damals auch das damit verbundene Amt Lohmen. Beide Ämter verwaltete er bis zu seinem Tod. Nach seinem Tod pachtete der bereits genannte Johann George Kästner die beiden kombinierten Ämter, bis er 1754 starb. Danach wurde Carl Heinrich Sommer Amtsverweser in Hohnstein.
Johann Abraham Richter starb im März 1757 und hinterließ aus seiner Ehe mit der aus Neustadt stammenden Susanna geborene Winckler den erst fünf Jahre alten einzigen Sohn Christian Gotthelf Richter, der am 21. Juli 1731 in Hohnstein geboren worden war und später den Beruf eines Barbiers erlernte, und zwei Töchter.